# لي كي هيونج
لي كي هيونج (28 سبتمبر 1974 كوريا الجنوبية - ) هو لاعب كرة قدم كوري جنوبي، يلعب كمدافع.

## مسيرته الكروية
لعب لي كي هيونج خلال مسيرته الاحترافية مع 4 أندية في أربعة عشر موسمًا وسجل خلالها 26 هدفًا ضمن 229 مباراة. حيث فاز في موسم واحد بالكأس وفي أربعة مواسم بالدوري.
خاض لي كي هيونج مسيرته مع نادي سوون سامسونغ بلووينغز في موسم 1996 ليلعب معه سبعة مواسم، مشاركًا في 110 مباراة سجل خلالها 12 هدفًا. ثم انتقل إلى نادي سونغنام في عامي 2003-2005 ولمدة موسمين، حيث شارك في 54 مباراة سجل خلالها 5 أهداف. لينتقل بعدها إلى نادي سول في عامي 2005-2007 ولمدة موسمين، مشاركًا في 17 مباراة ولم يسجل أي هدف. ثم انتقل إلى نادي أوكلاند سيتي في موسم 2007–08 واستمر معه طيلة ثلاثة مواسم، مشاركًا في 48 مباراة سجل خلالها 9 أهداف.

## روابط خارجية
- لي كي هيونج على موقع الاتحاد الدولي (مؤرشف)  (الإنجليزية)
- لي كي هيونج على موقع دوري كوريا الجنوبية (الإنجليزية)
- لي كي هيونج على موقع قاعدة بيانات كرة القدم.إي يو (الإنجليزية)
- لي كي هيونج على موقع ناشيونال فوتبول تيمز (الإنجليزية)
- لي كي هيونج على موقع أوليمبيديا (الإنجليزية)